# Ministère des Finances (république démocratique du Congo)
Le ministère des Finances congolais est le ministère de la république démocratique du Congo, ayant dans ses attributions la mise en œuvre de la politique financière nationale.
Il est dirigé par Doudou Fwamba Likonde, entré en fonction le 11 juin 2024.

## Mission et attributions
Les attributions du ministère des Finances sont fixées comme suit :
- Politique monétaire, douanière, fiscale, parafiscale, comptable et des assurances de l’État ;
- Questions monétaires, banques, organismes de crédit et micro-finance ;
- Suivi de la gestion de la Banque centrale du Congo et particulièrement la situation du compte général du Trésor ;
- Contrôle du marché des assurances ;
- Mobilisation des ressources propres de l’État et des ressources extérieures ;
- Gestion des ressources propres et extérieures de l’État et encadrement des dépenses publiques ;
- Politique et gestion de la dette publique directe et indirecte ou extérieure de l’État ;
- Tenue, arrêt et consolidation des comptes de l’État et tenue de la comptabilité publique ;
- Règlement définitif du budget, en collaboration avec le ministère ayant le budget dans ses attributions ;
- Ordonnancement des dépenses de l’État ;
- Contrôle, à travers les audits externes, de la gestion financière des entreprises du portefeuille de l’État en collaboration avec le ministère ayant le portefeuille dans ses attributions ;
- Autorisation préalable aux établissements publics, aux entités territoriales décentralisées et autres services publics d’emprunter à l’extérieur lorsqu’il y a garantie de l’État ;
- Contentieux relatif aux mesures de zaïrianisation et de rétrocession ;
- Enregistrement des établissements des jeux de loterie ;
- Gestion des relations de coopération multilatérale du pays en matière financière ;
- Suivi de la gestion de tous les traités, accords, conventions, protocoles d’accords et arrangements conclus avec les partenaires extérieurs et les organisations internationales en matière financière ;
- Assistance aux autres ministères dans la recherche et la négociation des ressources extérieures dans le cadre de la coopération multilatérale.

## Organisation
Le ministère des Finances compte un effectif total de 20 595 personnels répartis comme suit :
- Cabinet ;
- Secrétariat générale (6045 personnels) ;
- Direction des ressources humaines (606 personnels) ;
- Direction administrative et financière ;
- Direction d'études et planification ;
- Direction de la règlementation et qualité comptable ;
- Direction des systèmes d'information ;
- Direction de la préparation et reddition des comptes ;
- Direction de la règlementation financière ;
- Direction audit et contrôle de gestion ;
- Direction d'archives, nouvelle technologie de l'information et communication ;
- Direction générale des impôts (5457 personnels) (DGI) ;
- Direction générale des douanes et accises (5348 personnels) (DGDA) ;
- Direction générale des recettes administratives, judiciaires, domaniales et de participation (2664 personnels) (DGRAD) ;
- Direction générale de la dette publique ;
- Direction général du trésor et de la comptabilité publique (DGTCP) ;
- Cellule nationale des renseignements financiers (42 personnels) (CENAREF) ;
- Cellule fiscale des marchés publics ;
- Cellule d'appui à l'ordonnateur national du fonds européen de développement (6 personnels) ;
- Commission des redditions générales de comptes ;
- Comité consultatif de lutte contre le blanchissement des capitaux et financement du terrorisme ;
- Comité des réformes des finances publiques (69 personnels) ;
- Comité technique de suivi des réformes (44 personnels) ;
- Conseil permanent de la comptabilité au Congo (264 personnels) (CPCC) ;
- Autorité de régulation et de Contrôle des Assurances (50 personnels) ;
- Fonds national de la micro-finance ;
- École informatique des finances ;
- École nationale des finances.

## Liste des ministres chargés des finances
| Nom | Nom                          | Parti | Gouvernement                     | Début du mandat | Fin du mandat  |
| --- | ---------------------------- | ----- | -------------------------------- | --------------- | -------------- |
|     | Fernand Tala-Ngai            |       |                                  | Septembre 1991  | Novembre 1991  |
|     | Pierre Pay-Pay wa Syakasighe |       | Kengo III                        | Juillet 1994    | Février 1996   |
|     | Gilbert Kiakwama kia Kiziki  |       | Kengo III                        | Février 1996    | Décembre 1996  |
|     | Marco Banguli                |       | Kengo III                        | Décembre 1996   | Avril 1997     |
|     | Mashagiro Haba               |       |                                  | Avril 1997      | Mai 1997       |
|     | Mawampanga Mwana Nanga       |       |                                  | Mai 1997        | Janvier 1998   |
|     | Mawampanga Mwana Nanga       |       |                                  | Mars 1999       | Novembre 2000  |
|     | Freddy Matungulu             |       |                                  | Avril 2001      | Février 2003   |
|     | Léonard Luongwe              |       |                                  | Février 2003    | Juin 2003      |
|     | Modeste Mutombo Kyamakosa    |       |                                  | Juin 2003       | Septembre 2003 |
|     | André-Philippe Futa          |       |                                  | Septembre 2003  | Novembre 2005  |
|     | Marco Banguli                | PPRD  |                                  | Novembre 2005   | Février 2007   |
|     | Athanase Matenda Kyelu       |       | Gizenga I, II et Muzito I        | Février 2007    | Février 2010   |
|     | Augustin Matata Ponyo        | PPRD  | Muzito II et III                 | Février 2010    | Avril 2012     |
|     | Patrice Kitebi               | PPRD  | Matata I                         | Avril 2012      | Décembre 2014  |
|     | Henri Yav Mulang             | PPRD  | Matata II, Badibanga et Tshibala | Décembre 2014   | Août 2019      |
|     | José Sele Yalaghuli,         | PPRD  | Ilunga                           | Août 2019       | Avril 2021     |
|     | Nicolas Kazadi,              | PPRD  | Lukonde I                        | Avril 2021      | Mars 2023      |
|     | Nicolas Kazadi               | UDPS  | Lukonde II                       | Mars 2023       | Juin 2024      |
|     | Doudou Fwamba                | UDPS  | Suminwa                          | Juin 2024       | En fonction    |